# Kabinett Nujoma III
Das Kabinett Nujoma III bezeichnet die Regierung Namibias unter Staatspräsident Samuel Nujoma, die am 21. März 2000 gebildet wurde und bis zum 21. März 2005 die Regierung bildete. Das Kabinett Nujoma III wurde 2005 vom Kabinett Pohamba I abgelöst. Die Regierung bestand aus Mitgliedern der regierenden SWAPO-Partei, die in der Präsidentschaftswahl 1999 eine 3/4-Mehrheit in der Nationalversammlung stellte.
Das Kabinett bestand aus dem Präsidenten, dem Premierminister, dem Stellvertretenden Premierminister und den durch den Präsidenten ernannten Ministern. Der Premierminister ist der Regierungschef und erster Berater des Präsidenten und koordiniert alle Regierungsbehörden, Ministerien und andere staatliche Behörden.

## Kabinett
| Kabinett Nujoma III 21. März 2000 bis 21. März 2005 | Kabinett Nujoma III 21. März 2000 bis 21. März 2005                                           |
| --------------------------------------------------- | --------------------------------------------------------------------------------------------- |
| Staatspräsident                                     | Samuel Nujoma                                                                                 |
| Minister für Präsidentschaftsangelegenheiten        | erst 2005 eingerichtet                                                                        |
| Premierminister                                     | Hage Geingob (2000–2002) Theo-Ben Gurirab (2002–2005)                                         |
| Vizepremierminister                                 | Hendrik Witbooi (der Jüngere)                                                                 |
| Arbeit                                              | Andimba Toivo ya Toivo (2000–2002) Marco Hausiku (2002–2004) Marlene Mungunda (2004–2005)     |
| Äußeres                                             | Theo-Ben Gurirab (2000–2002) Hidipo Hamutenya (2002–2004) Marco Hausiku (2004–2005)           |
| Bergbau und Energie                                 | Jesaya Nyamu (2000–2002) Nickey Iyambo (2002–2005)                                            |
| Bildung                                             | John Mutorwa (Grundbildung, Kultur und Sport) Nahas Angula (Höhere Bildung und Berufsbildung) |
| Finanzen                                            | Nangolo Mbumba                                                                                |
| Fischerei                                           | Abraham Iyambo                                                                                |
| Gefängnisse und Justizvollzug                       | Marco Hausiku (2000–2002) Andimba Toivo ya Toivo (2002–2005)                                  |
| Gesundheit und Sozialdienste                        | Libertina Amathila                                                                            |
| Frauenangelegenheiten                               | Netumbo Nandi-Ndaitwah                                                                        |
| Handel und Industrie                                | Hidipo Hamutenya                                                                              |
| Information und Rundfunkwesen                       | Teil des Außenministeriums (2000–2003) Nangolo Mbumba (2003–2005)                             |
| Inneres                                             | Jerry Ekandjo                                                                                 |
| Jugend, Sport und Kultur                            | unbekannt                                                                                     |
| Justiz                                              | Ngarikutuke Tjiriange (bis 2003) Albert Kawana (2003–2005)                                    |
| Ländereien und Umsiedlung                           | Pendukeni Iivula-Ithana (2000–2002) Hifikepunye Pohamba (2002–2005)                           |
| Landwirtschaft, Wasser und Forstwirtschaft          | Helmut Angula                                                                                 |
| Öffentliche Arbeit, Verkehr und Kommunikation       | Moses Amweel (2000–2001) unbekannt (2001–2005)                                                |
| Regionale und Lokale Verwaltung und Behausung       | Nickey Iyambo (2000–2002) unbekannt (2002–2005)                                               |
| Sicherheit                                          | Peter Tsheehama                                                                               |
| Umwelt und Tourismus                                | Philemon Malima                                                                               |
| Verteidigung                                        | Erkki Nghimtina                                                                               |
| Veteranen                                           | erst 2005 eingerichtet                                                                        |

Quelle: u. a. Chronology of Namibian History - The first ten years 1990-2000, Vizeminister Klaus Dierks, 2. Januar 2005